# Station Bramley (West Yorkshire)
Bramley (West Yorkshire) is een spoorwegstation van National Rail in Bramley, Leeds in Engeland. Het station is eigendom van Network Rail en wordt beheerd door Northern Rail. Het station is geopend in 1854.